# Безсмертна українська партія
Безсме́ртна украї́нська па́ртія — шахова партія, яку зіграли Юхим Корчмар та Овсій Поляк 9 липня 1937 року у Києві під час 17 туру чемпіонату України 1937 року.

## Партія
|   | a | b | c | d | e | f | g | h |   |
| 8 | d8 чорний слон · g8 чорний король · b7 чорний пішак · c7 чорний пішак · f7 чорна тура · g7 чорний пішак · h7 чорний пішак · a6 чорна тура · d6 чорний кінь · f6 чорний пішак · h6 білий слон · a5 чорний пішак · d5 білий кінь · f5 чорний ферзь · d4 білий ферзь · g3 біла тура · a2 білий пішак · b2 білий пішак · c2 білий пішак · f2 білий пішак · g2 білий пішак · h2 білий пішак · e1 біла тура · g1 білий король | d8 чорний слон · g8 чорний король · b7 чорний пішак · c7 чорний пішак · f7 чорна тура · g7 чорний пішак · h7 чорний пішак · a6 чорна тура · d6 чорний кінь · f6 чорний пішак · h6 білий слон · a5 чорний пішак · d5 білий кінь · f5 чорний ферзь · d4 білий ферзь · g3 біла тура · a2 білий пішак · b2 білий пішак · c2 білий пішак · f2 білий пішак · g2 білий пішак · h2 білий пішак · e1 біла тура · g1 білий король | d8 чорний слон · g8 чорний король · b7 чорний пішак · c7 чорний пішак · f7 чорна тура · g7 чорний пішак · h7 чорний пішак · a6 чорна тура · d6 чорний кінь · f6 чорний пішак · h6 білий слон · a5 чорний пішак · d5 білий кінь · f5 чорний ферзь · d4 білий ферзь · g3 біла тура · a2 білий пішак · b2 білий пішак · c2 білий пішак · f2 білий пішак · g2 білий пішак · h2 білий пішак · e1 біла тура · g1 білий король | d8 чорний слон · g8 чорний король · b7 чорний пішак · c7 чорний пішак · f7 чорна тура · g7 чорний пішак · h7 чорний пішак · a6 чорна тура · d6 чорний кінь · f6 чорний пішак · h6 білий слон · a5 чорний пішак · d5 білий кінь · f5 чорний ферзь · d4 білий ферзь · g3 біла тура · a2 білий пішак · b2 білий пішак · c2 білий пішак · f2 білий пішак · g2 білий пішак · h2 білий пішак · e1 біла тура · g1 білий король | d8 чорний слон · g8 чорний король · b7 чорний пішак · c7 чорний пішак · f7 чорна тура · g7 чорний пішак · h7 чорний пішак · a6 чорна тура · d6 чорний кінь · f6 чорний пішак · h6 білий слон · a5 чорний пішак · d5 білий кінь · f5 чорний ферзь · d4 білий ферзь · g3 біла тура · a2 білий пішак · b2 білий пішак · c2 білий пішак · f2 білий пішак · g2 білий пішак · h2 білий пішак · e1 біла тура · g1 білий король | d8 чорний слон · g8 чорний король · b7 чорний пішак · c7 чорний пішак · f7 чорна тура · g7 чорний пішак · h7 чорний пішак · a6 чорна тура · d6 чорний кінь · f6 чорний пішак · h6 білий слон · a5 чорний пішак · d5 білий кінь · f5 чорний ферзь · d4 білий ферзь · g3 біла тура · a2 білий пішак · b2 білий пішак · c2 білий пішак · f2 білий пішак · g2 білий пішак · h2 білий пішак · e1 біла тура · g1 білий король | d8 чорний слон · g8 чорний король · b7 чорний пішак · c7 чорний пішак · f7 чорна тура · g7 чорний пішак · h7 чорний пішак · a6 чорна тура · d6 чорний кінь · f6 чорний пішак · h6 білий слон · a5 чорний пішак · d5 білий кінь · f5 чорний ферзь · d4 білий ферзь · g3 біла тура · a2 білий пішак · b2 білий пішак · c2 білий пішак · f2 білий пішак · g2 білий пішак · h2 білий пішак · e1 біла тура · g1 білий король | d8 чорний слон · g8 чорний король · b7 чорний пішак · c7 чорний пішак · f7 чорна тура · g7 чорний пішак · h7 чорний пішак · a6 чорна тура · d6 чорний кінь · f6 чорний пішак · h6 білий слон · a5 чорний пішак · d5 білий кінь · f5 чорний ферзь · d4 білий ферзь · g3 біла тура · a2 білий пішак · b2 білий пішак · c2 білий пішак · f2 білий пішак · g2 білий пішак · h2 білий пішак · e1 біла тура · g1 білий король | 8 |
| 7 | d8 чорний слон · g8 чорний король · b7 чорний пішак · c7 чорний пішак · f7 чорна тура · g7 чорний пішак · h7 чорний пішак · a6 чорна тура · d6 чорний кінь · f6 чорний пішак · h6 білий слон · a5 чорний пішак · d5 білий кінь · f5 чорний ферзь · d4 білий ферзь · g3 біла тура · a2 білий пішак · b2 білий пішак · c2 білий пішак · f2 білий пішак · g2 білий пішак · h2 білий пішак · e1 біла тура · g1 білий король | d8 чорний слон · g8 чорний король · b7 чорний пішак · c7 чорний пішак · f7 чорна тура · g7 чорний пішак · h7 чорний пішак · a6 чорна тура · d6 чорний кінь · f6 чорний пішак · h6 білий слон · a5 чорний пішак · d5 білий кінь · f5 чорний ферзь · d4 білий ферзь · g3 біла тура · a2 білий пішак · b2 білий пішак · c2 білий пішак · f2 білий пішак · g2 білий пішак · h2 білий пішак · e1 біла тура · g1 білий король | d8 чорний слон · g8 чорний король · b7 чорний пішак · c7 чорний пішак · f7 чорна тура · g7 чорний пішак · h7 чорний пішак · a6 чорна тура · d6 чорний кінь · f6 чорний пішак · h6 білий слон · a5 чорний пішак · d5 білий кінь · f5 чорний ферзь · d4 білий ферзь · g3 біла тура · a2 білий пішак · b2 білий пішак · c2 білий пішак · f2 білий пішак · g2 білий пішак · h2 білий пішак · e1 біла тура · g1 білий король | d8 чорний слон · g8 чорний король · b7 чорний пішак · c7 чорний пішак · f7 чорна тура · g7 чорний пішак · h7 чорний пішак · a6 чорна тура · d6 чорний кінь · f6 чорний пішак · h6 білий слон · a5 чорний пішак · d5 білий кінь · f5 чорний ферзь · d4 білий ферзь · g3 біла тура · a2 білий пішак · b2 білий пішак · c2 білий пішак · f2 білий пішак · g2 білий пішак · h2 білий пішак · e1 біла тура · g1 білий король | d8 чорний слон · g8 чорний король · b7 чорний пішак · c7 чорний пішак · f7 чорна тура · g7 чорний пішак · h7 чорний пішак · a6 чорна тура · d6 чорний кінь · f6 чорний пішак · h6 білий слон · a5 чорний пішак · d5 білий кінь · f5 чорний ферзь · d4 білий ферзь · g3 біла тура · a2 білий пішак · b2 білий пішак · c2 білий пішак · f2 білий пішак · g2 білий пішак · h2 білий пішак · e1 біла тура · g1 білий король | d8 чорний слон · g8 чорний король · b7 чорний пішак · c7 чорний пішак · f7 чорна тура · g7 чорний пішак · h7 чорний пішак · a6 чорна тура · d6 чорний кінь · f6 чорний пішак · h6 білий слон · a5 чорний пішак · d5 білий кінь · f5 чорний ферзь · d4 білий ферзь · g3 біла тура · a2 білий пішак · b2 білий пішак · c2 білий пішак · f2 білий пішак · g2 білий пішак · h2 білий пішак · e1 біла тура · g1 білий король | d8 чорний слон · g8 чорний король · b7 чорний пішак · c7 чорний пішак · f7 чорна тура · g7 чорний пішак · h7 чорний пішак · a6 чорна тура · d6 чорний кінь · f6 чорний пішак · h6 білий слон · a5 чорний пішак · d5 білий кінь · f5 чорний ферзь · d4 білий ферзь · g3 біла тура · a2 білий пішак · b2 білий пішак · c2 білий пішак · f2 білий пішак · g2 білий пішак · h2 білий пішак · e1 біла тура · g1 білий король | d8 чорний слон · g8 чорний король · b7 чорний пішак · c7 чорний пішак · f7 чорна тура · g7 чорний пішак · h7 чорний пішак · a6 чорна тура · d6 чорний кінь · f6 чорний пішак · h6 білий слон · a5 чорний пішак · d5 білий кінь · f5 чорний ферзь · d4 білий ферзь · g3 біла тура · a2 білий пішак · b2 білий пішак · c2 білий пішак · f2 білий пішак · g2 білий пішак · h2 білий пішак · e1 біла тура · g1 білий король | 7 |
| 6 | d8 чорний слон · g8 чорний король · b7 чорний пішак · c7 чорний пішак · f7 чорна тура · g7 чорний пішак · h7 чорний пішак · a6 чорна тура · d6 чорний кінь · f6 чорний пішак · h6 білий слон · a5 чорний пішак · d5 білий кінь · f5 чорний ферзь · d4 білий ферзь · g3 біла тура · a2 білий пішак · b2 білий пішак · c2 білий пішак · f2 білий пішак · g2 білий пішак · h2 білий пішак · e1 біла тура · g1 білий король | d8 чорний слон · g8 чорний король · b7 чорний пішак · c7 чорний пішак · f7 чорна тура · g7 чорний пішак · h7 чорний пішак · a6 чорна тура · d6 чорний кінь · f6 чорний пішак · h6 білий слон · a5 чорний пішак · d5 білий кінь · f5 чорний ферзь · d4 білий ферзь · g3 біла тура · a2 білий пішак · b2 білий пішак · c2 білий пішак · f2 білий пішак · g2 білий пішак · h2 білий пішак · e1 біла тура · g1 білий король | d8 чорний слон · g8 чорний король · b7 чорний пішак · c7 чорний пішак · f7 чорна тура · g7 чорний пішак · h7 чорний пішак · a6 чорна тура · d6 чорний кінь · f6 чорний пішак · h6 білий слон · a5 чорний пішак · d5 білий кінь · f5 чорний ферзь · d4 білий ферзь · g3 біла тура · a2 білий пішак · b2 білий пішак · c2 білий пішак · f2 білий пішак · g2 білий пішак · h2 білий пішак · e1 біла тура · g1 білий король | d8 чорний слон · g8 чорний король · b7 чорний пішак · c7 чорний пішак · f7 чорна тура · g7 чорний пішак · h7 чорний пішак · a6 чорна тура · d6 чорний кінь · f6 чорний пішак · h6 білий слон · a5 чорний пішак · d5 білий кінь · f5 чорний ферзь · d4 білий ферзь · g3 біла тура · a2 білий пішак · b2 білий пішак · c2 білий пішак · f2 білий пішак · g2 білий пішак · h2 білий пішак · e1 біла тура · g1 білий король | d8 чорний слон · g8 чорний король · b7 чорний пішак · c7 чорний пішак · f7 чорна тура · g7 чорний пішак · h7 чорний пішак · a6 чорна тура · d6 чорний кінь · f6 чорний пішак · h6 білий слон · a5 чорний пішак · d5 білий кінь · f5 чорний ферзь · d4 білий ферзь · g3 біла тура · a2 білий пішак · b2 білий пішак · c2 білий пішак · f2 білий пішак · g2 білий пішак · h2 білий пішак · e1 біла тура · g1 білий король | d8 чорний слон · g8 чорний король · b7 чорний пішак · c7 чорний пішак · f7 чорна тура · g7 чорний пішак · h7 чорний пішак · a6 чорна тура · d6 чорний кінь · f6 чорний пішак · h6 білий слон · a5 чорний пішак · d5 білий кінь · f5 чорний ферзь · d4 білий ферзь · g3 біла тура · a2 білий пішак · b2 білий пішак · c2 білий пішак · f2 білий пішак · g2 білий пішак · h2 білий пішак · e1 біла тура · g1 білий король | d8 чорний слон · g8 чорний король · b7 чорний пішак · c7 чорний пішак · f7 чорна тура · g7 чорний пішак · h7 чорний пішак · a6 чорна тура · d6 чорний кінь · f6 чорний пішак · h6 білий слон · a5 чорний пішак · d5 білий кінь · f5 чорний ферзь · d4 білий ферзь · g3 біла тура · a2 білий пішак · b2 білий пішак · c2 білий пішак · f2 білий пішак · g2 білий пішак · h2 білий пішак · e1 біла тура · g1 білий король | d8 чорний слон · g8 чорний король · b7 чорний пішак · c7 чорний пішак · f7 чорна тура · g7 чорний пішак · h7 чорний пішак · a6 чорна тура · d6 чорний кінь · f6 чорний пішак · h6 білий слон · a5 чорний пішак · d5 білий кінь · f5 чорний ферзь · d4 білий ферзь · g3 біла тура · a2 білий пішак · b2 білий пішак · c2 білий пішак · f2 білий пішак · g2 білий пішак · h2 білий пішак · e1 біла тура · g1 білий король | 6 |
| 5 | d8 чорний слон · g8 чорний король · b7 чорний пішак · c7 чорний пішак · f7 чорна тура · g7 чорний пішак · h7 чорний пішак · a6 чорна тура · d6 чорний кінь · f6 чорний пішак · h6 білий слон · a5 чорний пішак · d5 білий кінь · f5 чорний ферзь · d4 білий ферзь · g3 біла тура · a2 білий пішак · b2 білий пішак · c2 білий пішак · f2 білий пішак · g2 білий пішак · h2 білий пішак · e1 біла тура · g1 білий король | d8 чорний слон · g8 чорний король · b7 чорний пішак · c7 чорний пішак · f7 чорна тура · g7 чорний пішак · h7 чорний пішак · a6 чорна тура · d6 чорний кінь · f6 чорний пішак · h6 білий слон · a5 чорний пішак · d5 білий кінь · f5 чорний ферзь · d4 білий ферзь · g3 біла тура · a2 білий пішак · b2 білий пішак · c2 білий пішак · f2 білий пішак · g2 білий пішак · h2 білий пішак · e1 біла тура · g1 білий король | d8 чорний слон · g8 чорний король · b7 чорний пішак · c7 чорний пішак · f7 чорна тура · g7 чорний пішак · h7 чорний пішак · a6 чорна тура · d6 чорний кінь · f6 чорний пішак · h6 білий слон · a5 чорний пішак · d5 білий кінь · f5 чорний ферзь · d4 білий ферзь · g3 біла тура · a2 білий пішак · b2 білий пішак · c2 білий пішак · f2 білий пішак · g2 білий пішак · h2 білий пішак · e1 біла тура · g1 білий король | d8 чорний слон · g8 чорний король · b7 чорний пішак · c7 чорний пішак · f7 чорна тура · g7 чорний пішак · h7 чорний пішак · a6 чорна тура · d6 чорний кінь · f6 чорний пішак · h6 білий слон · a5 чорний пішак · d5 білий кінь · f5 чорний ферзь · d4 білий ферзь · g3 біла тура · a2 білий пішак · b2 білий пішак · c2 білий пішак · f2 білий пішак · g2 білий пішак · h2 білий пішак · e1 біла тура · g1 білий король | d8 чорний слон · g8 чорний король · b7 чорний пішак · c7 чорний пішак · f7 чорна тура · g7 чорний пішак · h7 чорний пішак · a6 чорна тура · d6 чорний кінь · f6 чорний пішак · h6 білий слон · a5 чорний пішак · d5 білий кінь · f5 чорний ферзь · d4 білий ферзь · g3 біла тура · a2 білий пішак · b2 білий пішак · c2 білий пішак · f2 білий пішак · g2 білий пішак · h2 білий пішак · e1 біла тура · g1 білий король | d8 чорний слон · g8 чорний король · b7 чорний пішак · c7 чорний пішак · f7 чорна тура · g7 чорний пішак · h7 чорний пішак · a6 чорна тура · d6 чорний кінь · f6 чорний пішак · h6 білий слон · a5 чорний пішак · d5 білий кінь · f5 чорний ферзь · d4 білий ферзь · g3 біла тура · a2 білий пішак · b2 білий пішак · c2 білий пішак · f2 білий пішак · g2 білий пішак · h2 білий пішак · e1 біла тура · g1 білий король | d8 чорний слон · g8 чорний король · b7 чорний пішак · c7 чорний пішак · f7 чорна тура · g7 чорний пішак · h7 чорний пішак · a6 чорна тура · d6 чорний кінь · f6 чорний пішак · h6 білий слон · a5 чорний пішак · d5 білий кінь · f5 чорний ферзь · d4 білий ферзь · g3 біла тура · a2 білий пішак · b2 білий пішак · c2 білий пішак · f2 білий пішак · g2 білий пішак · h2 білий пішак · e1 біла тура · g1 білий король | d8 чорний слон · g8 чорний король · b7 чорний пішак · c7 чорний пішак · f7 чорна тура · g7 чорний пішак · h7 чорний пішак · a6 чорна тура · d6 чорний кінь · f6 чорний пішак · h6 білий слон · a5 чорний пішак · d5 білий кінь · f5 чорний ферзь · d4 білий ферзь · g3 біла тура · a2 білий пішак · b2 білий пішак · c2 білий пішак · f2 білий пішак · g2 білий пішак · h2 білий пішак · e1 біла тура · g1 білий король | 5 |
| 4 | d8 чорний слон · g8 чорний король · b7 чорний пішак · c7 чорний пішак · f7 чорна тура · g7 чорний пішак · h7 чорний пішак · a6 чорна тура · d6 чорний кінь · f6 чорний пішак · h6 білий слон · a5 чорний пішак · d5 білий кінь · f5 чорний ферзь · d4 білий ферзь · g3 біла тура · a2 білий пішак · b2 білий пішак · c2 білий пішак · f2 білий пішак · g2 білий пішак · h2 білий пішак · e1 біла тура · g1 білий король | d8 чорний слон · g8 чорний король · b7 чорний пішак · c7 чорний пішак · f7 чорна тура · g7 чорний пішак · h7 чорний пішак · a6 чорна тура · d6 чорний кінь · f6 чорний пішак · h6 білий слон · a5 чорний пішак · d5 білий кінь · f5 чорний ферзь · d4 білий ферзь · g3 біла тура · a2 білий пішак · b2 білий пішак · c2 білий пішак · f2 білий пішак · g2 білий пішак · h2 білий пішак · e1 біла тура · g1 білий король | d8 чорний слон · g8 чорний король · b7 чорний пішак · c7 чорний пішак · f7 чорна тура · g7 чорний пішак · h7 чорний пішак · a6 чорна тура · d6 чорний кінь · f6 чорний пішак · h6 білий слон · a5 чорний пішак · d5 білий кінь · f5 чорний ферзь · d4 білий ферзь · g3 біла тура · a2 білий пішак · b2 білий пішак · c2 білий пішак · f2 білий пішак · g2 білий пішак · h2 білий пішак · e1 біла тура · g1 білий король | d8 чорний слон · g8 чорний король · b7 чорний пішак · c7 чорний пішак · f7 чорна тура · g7 чорний пішак · h7 чорний пішак · a6 чорна тура · d6 чорний кінь · f6 чорний пішак · h6 білий слон · a5 чорний пішак · d5 білий кінь · f5 чорний ферзь · d4 білий ферзь · g3 біла тура · a2 білий пішак · b2 білий пішак · c2 білий пішак · f2 білий пішак · g2 білий пішак · h2 білий пішак · e1 біла тура · g1 білий король | d8 чорний слон · g8 чорний король · b7 чорний пішак · c7 чорний пішак · f7 чорна тура · g7 чорний пішак · h7 чорний пішак · a6 чорна тура · d6 чорний кінь · f6 чорний пішак · h6 білий слон · a5 чорний пішак · d5 білий кінь · f5 чорний ферзь · d4 білий ферзь · g3 біла тура · a2 білий пішак · b2 білий пішак · c2 білий пішак · f2 білий пішак · g2 білий пішак · h2 білий пішак · e1 біла тура · g1 білий король | d8 чорний слон · g8 чорний король · b7 чорний пішак · c7 чорний пішак · f7 чорна тура · g7 чорний пішак · h7 чорний пішак · a6 чорна тура · d6 чорний кінь · f6 чорний пішак · h6 білий слон · a5 чорний пішак · d5 білий кінь · f5 чорний ферзь · d4 білий ферзь · g3 біла тура · a2 білий пішак · b2 білий пішак · c2 білий пішак · f2 білий пішак · g2 білий пішак · h2 білий пішак · e1 біла тура · g1 білий король | d8 чорний слон · g8 чорний король · b7 чорний пішак · c7 чорний пішак · f7 чорна тура · g7 чорний пішак · h7 чорний пішак · a6 чорна тура · d6 чорний кінь · f6 чорний пішак · h6 білий слон · a5 чорний пішак · d5 білий кінь · f5 чорний ферзь · d4 білий ферзь · g3 біла тура · a2 білий пішак · b2 білий пішак · c2 білий пішак · f2 білий пішак · g2 білий пішак · h2 білий пішак · e1 біла тура · g1 білий король | d8 чорний слон · g8 чорний король · b7 чорний пішак · c7 чорний пішак · f7 чорна тура · g7 чорний пішак · h7 чорний пішак · a6 чорна тура · d6 чорний кінь · f6 чорний пішак · h6 білий слон · a5 чорний пішак · d5 білий кінь · f5 чорний ферзь · d4 білий ферзь · g3 біла тура · a2 білий пішак · b2 білий пішак · c2 білий пішак · f2 білий пішак · g2 білий пішак · h2 білий пішак · e1 біла тура · g1 білий король | 4 |
| 3 | d8 чорний слон · g8 чорний король · b7 чорний пішак · c7 чорний пішак · f7 чорна тура · g7 чорний пішак · h7 чорний пішак · a6 чорна тура · d6 чорний кінь · f6 чорний пішак · h6 білий слон · a5 чорний пішак · d5 білий кінь · f5 чорний ферзь · d4 білий ферзь · g3 біла тура · a2 білий пішак · b2 білий пішак · c2 білий пішак · f2 білий пішак · g2 білий пішак · h2 білий пішак · e1 біла тура · g1 білий король | d8 чорний слон · g8 чорний король · b7 чорний пішак · c7 чорний пішак · f7 чорна тура · g7 чорний пішак · h7 чорний пішак · a6 чорна тура · d6 чорний кінь · f6 чорний пішак · h6 білий слон · a5 чорний пішак · d5 білий кінь · f5 чорний ферзь · d4 білий ферзь · g3 біла тура · a2 білий пішак · b2 білий пішак · c2 білий пішак · f2 білий пішак · g2 білий пішак · h2 білий пішак · e1 біла тура · g1 білий король | d8 чорний слон · g8 чорний король · b7 чорний пішак · c7 чорний пішак · f7 чорна тура · g7 чорний пішак · h7 чорний пішак · a6 чорна тура · d6 чорний кінь · f6 чорний пішак · h6 білий слон · a5 чорний пішак · d5 білий кінь · f5 чорний ферзь · d4 білий ферзь · g3 біла тура · a2 білий пішак · b2 білий пішак · c2 білий пішак · f2 білий пішак · g2 білий пішак · h2 білий пішак · e1 біла тура · g1 білий король | d8 чорний слон · g8 чорний король · b7 чорний пішак · c7 чорний пішак · f7 чорна тура · g7 чорний пішак · h7 чорний пішак · a6 чорна тура · d6 чорний кінь · f6 чорний пішак · h6 білий слон · a5 чорний пішак · d5 білий кінь · f5 чорний ферзь · d4 білий ферзь · g3 біла тура · a2 білий пішак · b2 білий пішак · c2 білий пішак · f2 білий пішак · g2 білий пішак · h2 білий пішак · e1 біла тура · g1 білий король | d8 чорний слон · g8 чорний король · b7 чорний пішак · c7 чорний пішак · f7 чорна тура · g7 чорний пішак · h7 чорний пішак · a6 чорна тура · d6 чорний кінь · f6 чорний пішак · h6 білий слон · a5 чорний пішак · d5 білий кінь · f5 чорний ферзь · d4 білий ферзь · g3 біла тура · a2 білий пішак · b2 білий пішак · c2 білий пішак · f2 білий пішак · g2 білий пішак · h2 білий пішак · e1 біла тура · g1 білий король | d8 чорний слон · g8 чорний король · b7 чорний пішак · c7 чорний пішак · f7 чорна тура · g7 чорний пішак · h7 чорний пішак · a6 чорна тура · d6 чорний кінь · f6 чорний пішак · h6 білий слон · a5 чорний пішак · d5 білий кінь · f5 чорний ферзь · d4 білий ферзь · g3 біла тура · a2 білий пішак · b2 білий пішак · c2 білий пішак · f2 білий пішак · g2 білий пішак · h2 білий пішак · e1 біла тура · g1 білий король | d8 чорний слон · g8 чорний король · b7 чорний пішак · c7 чорний пішак · f7 чорна тура · g7 чорний пішак · h7 чорний пішак · a6 чорна тура · d6 чорний кінь · f6 чорний пішак · h6 білий слон · a5 чорний пішак · d5 білий кінь · f5 чорний ферзь · d4 білий ферзь · g3 біла тура · a2 білий пішак · b2 білий пішак · c2 білий пішак · f2 білий пішак · g2 білий пішак · h2 білий пішак · e1 біла тура · g1 білий король | d8 чорний слон · g8 чорний король · b7 чорний пішак · c7 чорний пішак · f7 чорна тура · g7 чорний пішак · h7 чорний пішак · a6 чорна тура · d6 чорний кінь · f6 чорний пішак · h6 білий слон · a5 чорний пішак · d5 білий кінь · f5 чорний ферзь · d4 білий ферзь · g3 біла тура · a2 білий пішак · b2 білий пішак · c2 білий пішак · f2 білий пішак · g2 білий пішак · h2 білий пішак · e1 біла тура · g1 білий король | 3 |
| 2 | d8 чорний слон · g8 чорний король · b7 чорний пішак · c7 чорний пішак · f7 чорна тура · g7 чорний пішак · h7 чорний пішак · a6 чорна тура · d6 чорний кінь · f6 чорний пішак · h6 білий слон · a5 чорний пішак · d5 білий кінь · f5 чорний ферзь · d4 білий ферзь · g3 біла тура · a2 білий пішак · b2 білий пішак · c2 білий пішак · f2 білий пішак · g2 білий пішак · h2 білий пішак · e1 біла тура · g1 білий король | d8 чорний слон · g8 чорний король · b7 чорний пішак · c7 чорний пішак · f7 чорна тура · g7 чорний пішак · h7 чорний пішак · a6 чорна тура · d6 чорний кінь · f6 чорний пішак · h6 білий слон · a5 чорний пішак · d5 білий кінь · f5 чорний ферзь · d4 білий ферзь · g3 біла тура · a2 білий пішак · b2 білий пішак · c2 білий пішак · f2 білий пішак · g2 білий пішак · h2 білий пішак · e1 біла тура · g1 білий король | d8 чорний слон · g8 чорний король · b7 чорний пішак · c7 чорний пішак · f7 чорна тура · g7 чорний пішак · h7 чорний пішак · a6 чорна тура · d6 чорний кінь · f6 чорний пішак · h6 білий слон · a5 чорний пішак · d5 білий кінь · f5 чорний ферзь · d4 білий ферзь · g3 біла тура · a2 білий пішак · b2 білий пішак · c2 білий пішак · f2 білий пішак · g2 білий пішак · h2 білий пішак · e1 біла тура · g1 білий король | d8 чорний слон · g8 чорний король · b7 чорний пішак · c7 чорний пішак · f7 чорна тура · g7 чорний пішак · h7 чорний пішак · a6 чорна тура · d6 чорний кінь · f6 чорний пішак · h6 білий слон · a5 чорний пішак · d5 білий кінь · f5 чорний ферзь · d4 білий ферзь · g3 біла тура · a2 білий пішак · b2 білий пішак · c2 білий пішак · f2 білий пішак · g2 білий пішак · h2 білий пішак · e1 біла тура · g1 білий король | d8 чорний слон · g8 чорний король · b7 чорний пішак · c7 чорний пішак · f7 чорна тура · g7 чорний пішак · h7 чорний пішак · a6 чорна тура · d6 чорний кінь · f6 чорний пішак · h6 білий слон · a5 чорний пішак · d5 білий кінь · f5 чорний ферзь · d4 білий ферзь · g3 біла тура · a2 білий пішак · b2 білий пішак · c2 білий пішак · f2 білий пішак · g2 білий пішак · h2 білий пішак · e1 біла тура · g1 білий король | d8 чорний слон · g8 чорний король · b7 чорний пішак · c7 чорний пішак · f7 чорна тура · g7 чорний пішак · h7 чорний пішак · a6 чорна тура · d6 чорний кінь · f6 чорний пішак · h6 білий слон · a5 чорний пішак · d5 білий кінь · f5 чорний ферзь · d4 білий ферзь · g3 біла тура · a2 білий пішак · b2 білий пішак · c2 білий пішак · f2 білий пішак · g2 білий пішак · h2 білий пішак · e1 біла тура · g1 білий король | d8 чорний слон · g8 чорний король · b7 чорний пішак · c7 чорний пішак · f7 чорна тура · g7 чорний пішак · h7 чорний пішак · a6 чорна тура · d6 чорний кінь · f6 чорний пішак · h6 білий слон · a5 чорний пішак · d5 білий кінь · f5 чорний ферзь · d4 білий ферзь · g3 біла тура · a2 білий пішак · b2 білий пішак · c2 білий пішак · f2 білий пішак · g2 білий пішак · h2 білий пішак · e1 біла тура · g1 білий король | d8 чорний слон · g8 чорний король · b7 чорний пішак · c7 чорний пішак · f7 чорна тура · g7 чорний пішак · h7 чорний пішак · a6 чорна тура · d6 чорний кінь · f6 чорний пішак · h6 білий слон · a5 чорний пішак · d5 білий кінь · f5 чорний ферзь · d4 білий ферзь · g3 біла тура · a2 білий пішак · b2 білий пішак · c2 білий пішак · f2 білий пішак · g2 білий пішак · h2 білий пішак · e1 біла тура · g1 білий король | 2 |
| 1 | d8 чорний слон · g8 чорний король · b7 чорний пішак · c7 чорний пішак · f7 чорна тура · g7 чорний пішак · h7 чорний пішак · a6 чорна тура · d6 чорний кінь · f6 чорний пішак · h6 білий слон · a5 чорний пішак · d5 білий кінь · f5 чорний ферзь · d4 білий ферзь · g3 біла тура · a2 білий пішак · b2 білий пішак · c2 білий пішак · f2 білий пішак · g2 білий пішак · h2 білий пішак · e1 біла тура · g1 білий король | d8 чорний слон · g8 чорний король · b7 чорний пішак · c7 чорний пішак · f7 чорна тура · g7 чорний пішак · h7 чорний пішак · a6 чорна тура · d6 чорний кінь · f6 чорний пішак · h6 білий слон · a5 чорний пішак · d5 білий кінь · f5 чорний ферзь · d4 білий ферзь · g3 біла тура · a2 білий пішак · b2 білий пішак · c2 білий пішак · f2 білий пішак · g2 білий пішак · h2 білий пішак · e1 біла тура · g1 білий король | d8 чорний слон · g8 чорний король · b7 чорний пішак · c7 чорний пішак · f7 чорна тура · g7 чорний пішак · h7 чорний пішак · a6 чорна тура · d6 чорний кінь · f6 чорний пішак · h6 білий слон · a5 чорний пішак · d5 білий кінь · f5 чорний ферзь · d4 білий ферзь · g3 біла тура · a2 білий пішак · b2 білий пішак · c2 білий пішак · f2 білий пішак · g2 білий пішак · h2 білий пішак · e1 біла тура · g1 білий король | d8 чорний слон · g8 чорний король · b7 чорний пішак · c7 чорний пішак · f7 чорна тура · g7 чорний пішак · h7 чорний пішак · a6 чорна тура · d6 чорний кінь · f6 чорний пішак · h6 білий слон · a5 чорний пішак · d5 білий кінь · f5 чорний ферзь · d4 білий ферзь · g3 біла тура · a2 білий пішак · b2 білий пішак · c2 білий пішак · f2 білий пішак · g2 білий пішак · h2 білий пішак · e1 біла тура · g1 білий король | d8 чорний слон · g8 чорний король · b7 чорний пішак · c7 чорний пішак · f7 чорна тура · g7 чорний пішак · h7 чорний пішак · a6 чорна тура · d6 чорний кінь · f6 чорний пішак · h6 білий слон · a5 чорний пішак · d5 білий кінь · f5 чорний ферзь · d4 білий ферзь · g3 біла тура · a2 білий пішак · b2 білий пішак · c2 білий пішак · f2 білий пішак · g2 білий пішак · h2 білий пішак · e1 біла тура · g1 білий король | d8 чорний слон · g8 чорний король · b7 чорний пішак · c7 чорний пішак · f7 чорна тура · g7 чорний пішак · h7 чорний пішак · a6 чорна тура · d6 чорний кінь · f6 чорний пішак · h6 білий слон · a5 чорний пішак · d5 білий кінь · f5 чорний ферзь · d4 білий ферзь · g3 біла тура · a2 білий пішак · b2 білий пішак · c2 білий пішак · f2 білий пішак · g2 білий пішак · h2 білий пішак · e1 біла тура · g1 білий король | d8 чорний слон · g8 чорний король · b7 чорний пішак · c7 чорний пішак · f7 чорна тура · g7 чорний пішак · h7 чорний пішак · a6 чорна тура · d6 чорний кінь · f6 чорний пішак · h6 білий слон · a5 чорний пішак · d5 білий кінь · f5 чорний ферзь · d4 білий ферзь · g3 біла тура · a2 білий пішак · b2 білий пішак · c2 білий пішак · f2 білий пішак · g2 білий пішак · h2 білий пішак · e1 біла тура · g1 білий король | d8 чорний слон · g8 чорний король · b7 чорний пішак · c7 чорний пішак · f7 чорна тура · g7 чорний пішак · h7 чорний пішак · a6 чорна тура · d6 чорний кінь · f6 чорний пішак · h6 білий слон · a5 чорний пішак · d5 білий кінь · f5 чорний ферзь · d4 білий ферзь · g3 біла тура · a2 білий пішак · b2 білий пішак · c2 білий пішак · f2 білий пішак · g2 білий пішак · h2 білий пішак · e1 біла тура · g1 білий король | 1 |
|   | a | b | c | d | e | f | g | h |   |

1.e4 e5 2.Кf3 Кc6 3.Кc3 Кf6 4.Сb5 d6 5.d4 ed 6.К: d4 Сd7 7.0-0 К: d4 8.С: d7+ Ф: d7 9.Ф: d4 Сe7 10.Тd1 0-0

11.e5 Кe8 12.Сf4 a5 13.Тd3 Тa6 14.Тe1 Фf5 15.Кd5 Сd8 16.ed К: d6 17.Тg3 f6 18.Сh6 Тf7

Завершальна комбінація, під час якої білі жертвують коня, ферзя й туру та ставлять мат: 19.Кb4! ab 20.Ф: d6! Фd7 21.Фd5! Крf8 22.Т: g7! Ф: d5 23.Тg8+! (Чорні здалися) 
(невідворотний мат після Кр: g8 24.Тe8+ Тf8 25.Т: f8х.)
Зазвичай у шаховій літературі розміщувався лише фінал партії. Повний текст гри з'явився тільки в журналі «Шахи в СРСР» (незабаром після того, як партія була зіграна) і в ризькому журналі «Шахи» (в 1975 році текст був відправлений самим Юхимом Корчмаром).
[Site "Київ"] 
[Date "09.07.1937"] 
[White "Юхим Корчмар"]
[Black "Овсій Поляк"]
[Result "1-0"] 
[EventType "Чемпіонат України із шахів 1937"] 
[EventCountry "UA"]
1.e4 e5 2.Nf3 Nc6 3. Bb5 d6 4. d4 Bd7 5. Nc3 Nf6 6. O-O Nxd4 7. Bxd7+ Qxd7 8.Nxd4 exd4 9. Qxd4 Be7 10.Rd1 O-O 11. e5 Ne8 12.Bf4 a5 13.Rd3 Ra6 14.Re1 Qf5 15.Nd5 Bd8 16.exd6 Nxd6 17. Rg3 f6 18.Bh6 Rf7 19.Nb4 axb4 20.Qxd6 Qd7 21.Qd5 Kf8 22.Rxg7 Qxd5 23. Rg8+ 1-0